# Omeotermia

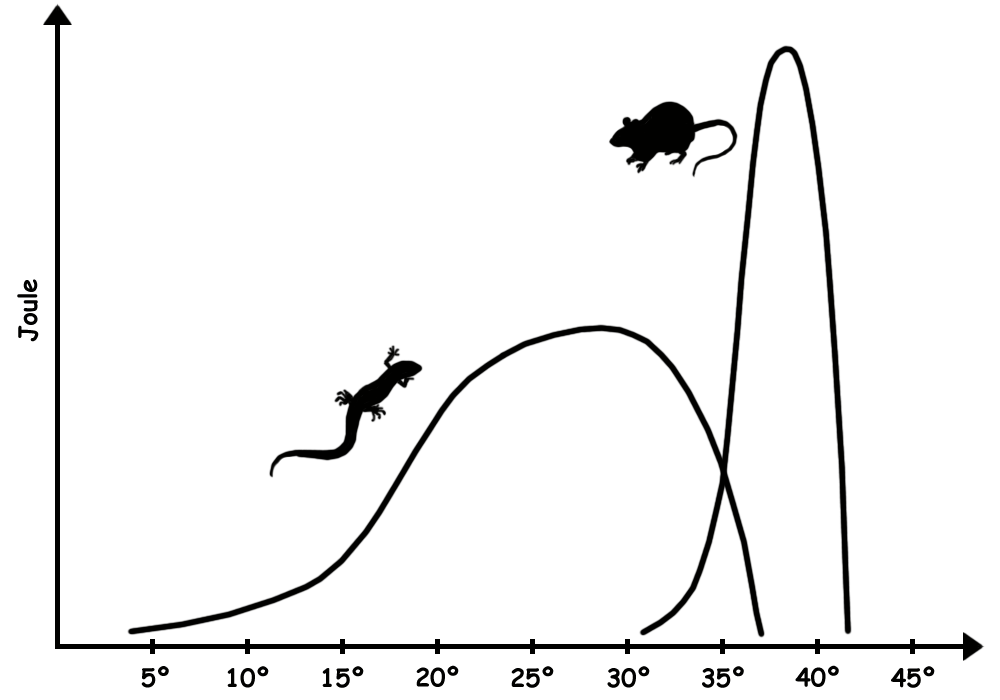
Confronto tra temperatura corporea ed energia disponibile per un animale pecilotermo (lucertola, a sinistra) e per un animale omeotermo (topo, a destra).

L'omeotermia (dal greco: homoios = simile; thermos = calore) è la condizione caratteristica di quegli animali in grado di mantenere costante la propria temperatura corporea. Descrive un tipo di termoregolazione. Il suo contrario è chiamato eterotermia o pecilotermia.
Un animale omeotermo non è necessariamente endotermo. Questi animali sono impropriamente chiamati a sangue caldo. Animali omeotermi sono ad esempio gli uccelli ed i mammiferi, i quali si distinguono dagli animali pecilotermi come la maggior parte dei rettili, la cui temperatura dipende in gran parte dalla temperatura dell'ambiente in cui si trovano.